# Freyenter Wald
Het Freyenter Wald is een bosgebied in het westen van Duitsland in het stadsgebied Aken aan de Belgische grens. Het gebied bestaat voornamelijk uit eikenbos en heeft een oppervlakte van 7,99 ha. Het Freyenter Wald bestaat uit twee afgescheiden gebieden met het kleinere gebied ten zuidoosten van hoofdgebied. Het boscomplex is licht naar het zuidoosten georiënteerd en vertoont nauwelijks reliëf.
Beschrijving
Het Freyenter Wald heeft zure bodems die variëren van droge tot vochtige en stagnatiewaterige gebieden. Het bos herbergt 100 tot 150 jaar oude eiken, met zwarte elzen op vochtige plekken. De kruidlaag bevat onder andere adelaarsvaren, valse salie, bochtige smele, hazelaar en sleedoorn. Delen van de bosbodem zijn bedekt met tapijten van bosanemoon en lelietjes-van-dalen. Op open plekken groeien bosgrassen, evenals plantensoorten zoals de bergnachtorchis, dalkruid, gewone salomonszegel, moerasstreepzaad, zwartblauwe rapunzel, gulden boterbloem en de slanke sleutelbloem. Dieren zoals de grote bonte specht, de middelste bonte specht, de grootoorvleermuis, de rode wouw, de havik, de kramsvogel, de gewone pad, de bruine kikker, de kleine watersalamander en de keizersmantel komen voor in het bos.
In 2020 kochten de NRW-Stiftung en NABU Aken 69 ha bos in het Freyenter Wald van de Belgische gemeente Raeren, waarvan een deel het natuurreservaat omvat. Het bos wordt met rust gelaten om zich tot oerbos te ontwikkelen, waarbij na de aankoop drainagegreppels werden gesloten en niet-inheemse boomsoorten werden verwijderd.